# Keiko Kubota
Pour les articles homonymes, voir Kubota (homonymie).
Keiko Kubota (窪田 啓子, Kubota Keiko), née le 5 décembre 1985 à Tokyo (Japon), est une chanteuse japonaise. 

## Biographie
Keiko Kubota débute en 2005 avec le groupe FictionJunction fondé par Yuki Kajiura en tant que Keiko. Elle forme en 2007 le duo provisoire Itokubo (イトクボ) avec Ayaka Itō, ex-Springs et future Maria, et sort avec elle un single fin 2007 : Into the sky. Elle rejoint ensuite le groupe Kalafina en 2008, un autre projet de Yuki Kajiura, en parallèle avec FictionJunction.
Keiko quitte son agence Space Craft Produce, et donc le trio Kalafina, en avril 2018. Elle lance sa carrière solo en mai 2020 en annonçant la sortie de deux titres : Inochi no Hana et Be Yourself. En parallèle, Kalafina se reforme cependant à l'occasion d'un concert anniversaire le 15 janvier 2025 sans que Yuki Kajiura ne soit impliqué dans ce projet. Le 27 janvier 2025, lors de la publication de l'annonce de la prochaine série de concert de  FictionJunction, le Yuki Kajira vol.#21 prévu pour l'été 2025, Keiko ne figure pas dans la liste des vocalistes engagées pour l'événement.